# هالیدی (تگزاس)
هالیدی، تگزاس (به انگلیسی: Holliday, Texas) یک شهر در ایالات متحده آمریکا با جمعیت ۱٬۷۵۸ نفر است که در تگزاس واقع شده‌است.

## موقعیت جغرافیایی
موقعیت جغرافیایی شهرها و مناطق اطراف به شرح زیر است: